# José Antonio Valdés Munizaga
José Antonio Valdés Munizaga (La Serena,13 de junio de 1836 - íd., 2 de septiembre de 1897) fue un empresario, agricultor y político chileno.

## Biografía
Hijo del diputado Pedro Nolasco Valdés Muñoz y de Rosario Munizaga Barrios. Contrajo matrimonio con Mariana González y González, con quien tuvo 8 hijos, entre ellos el abogado y político José Antonio Valdés González. Nieto del diputado Juan Miguel Munizaga y Trujillo, que fue una de las personas más opulentas de su tiempo en la Región de Coquimbo. 
Realizó sus estudios en el Liceo de La Serena. Posteriormente, obtuvo el título de Ensayador General a los veinte años (preparación similar a los ingenieros de minas).
Se dedicó a las actividades agrícolas, explotando las haciendas de su propiedad "San Pedro Nolasco", "San Antonio" y "Calera" en el Valle del Elqui. Fue inversionista, empresario minero, importador de ganado y socio en proyectos de ferrocarriles. 
Militante del Partido Liberal, fue regidor por La Serena, llegando a ser alcalde de dicha municipalidad entre 1870 y 1873. Cónsul de la República Argentina ad-honorem. Elector de Presidente y elector de Senador. Fue quien inició el movimiento de opinión para la construcción del Ferrocarril de Calera a Ovalle.
Fue elegido senador por las provincias de Arauco (1882-1888), Maule (1888-1891) y Coquimbo (Congreso Constituyente de 1891). A esta última legislatura no se incorporó. Integró como titular la Comisión de Guerra y Marina y fue miembro reemplazante en la comisión de Gobierno y Relaciones Exteriores.
Tras la Guerra Civil de 1891, integró las filas del Partido Liberal Democrático. En 1890 fue uno de los fundadores del Banco de La Serena. Falleció en La Serena el 2 de septiembre de 1897.